# 9969 Braille
9969 Braille é um pequeno asteroide cruzador de Marte que orbita o Sol uma vez a cada 3,58 anos. Ele foi descoberto em 1992 por astrônomos do observatório Palomar e mais tarde nomeado em homenagem a Louis Braille, o inventor do sistema de escrita para cegos. Ele foi fotografado em "close up" pela sonda Deep Space 1 em 1999, mas uma avaria resultou em imagens indistintas. Este corpo celeste possui uma magnitude absoluta de 15,8 e tem dimensões de 2,1 km x 1 km X 1 km.

## Descoberta e nomeação
9969 Braille foi descoberto no dia 27 de maio de 1992, pelos astrônomos Eleanor F. Helin e Kenneth J. Lawrence trabalhando no Observatório Palomar como parte do programa Palomar Planet-Crossing Asteroid Surveyda da NASA, foi dada a designação provisória 1992 KD. Posteriormente, foi rebatizado para Braille em honra de Braille de Louis, como sugerido pelo Kerry Babcock um engenheiro de software do Centro Espacial Kennedy na Sociedade Planetária intitulado "Name That Asteroid" ("Nomeia esse asteroide").

## Características orbitais
Braille tem uma órbita incomum inclinada e pertence à rara classe de asteroides conhecidos como cruzadores de Marte. Simulações da sua órbita feitas por cientistas da nave Deep Space 1 preveem que a sua órbita passará a cruzar a da Terra em cerca de 4000 anos. Embora o ponto mais próximo do Sol esteja pra dentro da órbita de Marte, é altamente elíptica e leva o asteroide a quase a metade do caminho até Júpiter em seu Apoastro, o mesmo tem um semieixo maior muito grande para ser classificado como um asteroide Amor.
A órbita de 9969 Braille tem uma excentricidade de 0,431241085063454 e possui um semieixo maior de 2,34429984143367 UA. O seu periélio leva o mesmo a uma distância de 1,33334143409973 UA em relação ao Sol e seu afélio a 3,355258248767612 UA.

## Características físicas
9969 Braille é um asteroide tipo Q, composta principalmente de olivina e piroxênio. Observações feitas a partir da Terra inicialmente tinham sugerido que ele poderia ter sido um asteroide tipo V com semelhanças de composição entre ele e o muito maior 4 Vesta. O asteroide tem uma forma irregular, medindo aproximadamente 2,1 km × 1 km x 1 km.

## Exploração
A informações detalhadas sobre 9969 Braille vem principalmente da sonda espacial Deep Space 1, que passou dentro de 26 quilômetros de distância do asteroide em 29 de julho de 1999, e de observações terrestres extensiva feita em conjunto com a missão. No momento em que a Deep Space 1 atingiu Braille, seu espectrômetro de ultravioleta já havia falhado, mas conseguiu retornar duas imagens CCD de média resolução e três espectros de infravermelho durante o encontro. No entanto, embora a sonda passou em torno de 26 km de Braille, as imagens e espectros foram tiradas de uma distância aproximada de 14 000 km, devido a problemas com o sistema de rastreamento.
O principal objetivo da missão Deep Space 1 era testar a tecnologia, mas o encontro com Braille foi de forte valor científico. Nenhum asteroide tão pequeno e solitário como Braille já tinha sido observado a partir de uma distância tão curta.